# 岩代國

岩代國

岩代國（日语：〔〕／〔〕 Iwashironokuni */?）是日本舊時的令制國之一，屬東山道。岩代國的領域大約為現今福島縣中部的中通與西部的會津兩地區，包括伊達郡、安達郡和舊大信村西部。東以阿武隈川與磐城國為界。

## 歷史
岩代國是在明治元年（1868年）12月7日由陸奧國所分割出來的新令制國，持續時間很短，明治四年（1871年）廢藩置縣後，於12月13日分納入二本松縣與若松縣。

## 相關項目
- 日本令制國列表